# Unpfändbarkeit
Unpfändbarkeit bedeutet im Zwangsvollstreckungsrecht, dass eine Pfändung kraft Gesetzes verboten ist.  

## Allgemeines
Das Zwangsvollstreckungsrecht geht im Regelfall davon aus, dass der Gläubiger mit Hilfe der Pfändung Zugriff auf im Eigentum des Schuldners stehende Vermögensgegenstände haben soll, um durch deren Verwertung seine fälligen und vom Schuldner nicht beglichenen Forderungen ausgleichen zu können. Das Gesetz sieht jedoch als Ausnahmeregelung bestimmte Schranken vor, die im Rahmen des Pfändungsschutzes die Pfändbarkeit begrenzen. Dieser Pfändungsschutz hat soziale Gründe, soll eine „Kahlpfändung“ verhindern und den Schutz des Schuldners an der Erhaltung seines Existenzminimums gewährleisten. Kahlpfändung wäre die Pfändung und Verwertung sämtlicher Vermögensgegenstände eines Schuldners, gegen die er sich mit dem Rechtsbehelf der Erinnerung wehren kann. Damit dient die generelle Pfändbarkeit dem Gläubigerschutz und der spezielle Pfändungsschutz dem Schuldnerschutz.

## Arten
Zu unterscheiden ist bei unpfändbaren Gegenständen zwischen unpfändbaren Sachen und unpfändbaren Forderungen/Rechten:
- Unpfändbare Sachen sind gemäß § 811 ZPO nicht der Pfändung unterworfen wie beispielsweise
  - die dem persönlichen Gebrauch oder dem Haushalt dienenden Sachen (Hausrat wie etwa Kleidung, Wäsche, Betten, Haus- und Küchengerät), auch soweit der Schuldner ihrer zu seiner Berufstätigkeit bedarf;
  - die im Haushalt für vier Wochen erforderlichen Nahrungs-, Feuerungs- und Beleuchtungsmittel;
  - zur Fortsetzung der Erwerbstätigkeit erforderliche Gegenstände;
  - Kleintiere (Haustiere) in beschränkter Zahl sowie eine Milchkuh oder nach Wahl des Schuldners insgesamt zwei Schweine, Ziegen oder Schafe, wenn diese Tiere für die Ernährung erforderlich sind.

Die Unpfändbarkeit von Sachen betrifft die „bescheidene Lebens- und Haushaltsführung“ (§ 811 Ziff. 1 ZPO), so dass Luxusgüter stets pfändbar sind. Was zur bescheidenen Lebens- und Haushaltsführung gehört, entscheidet die Verkehrssitte. Dazu gehören heutzutage auch Kühlschrank, Waschmaschine und Farbfernsehgerät; sie sind unpfändbar.
- Unpfändbare Forderungen/Rechte
  - Gemäß § 850 ZPO unterliegen Arbeitseinkommen einem teilweisen Pfändungsschutz. § 850a ZPO zählt die unpfändbaren Arbeitsentgelte auf, § 850b ZPO die unpfändbaren Versorgungsrenten, § 850c ZPO befasst sich mit einer Begrenzung der Pfändbarkeit nach der Höhe, § 850d ZPO ermöglicht einen erweiterten Zugriff auf Unterhaltsansprüche, § 850e ZPO regelt die Berechnung des pfändbaren Einkommens, § 850f ZPO gestattet dem Vollstreckungsgericht eine abweichende Regelung in Ausnahmefällen, § 850i ZPO regelt die Pfändung nicht wiederkehrender Leistungen. Auf Antrag des Schuldners kann das Vollstreckungsgericht gemäß § 850l ZPO anordnen, dass das Bankguthaben auf einem Pfändungsschutzkonto für die Dauer von bis zu zwölf Monaten unpfändbar ist, wenn der Schuldner nachweist, dass dem Konto in den letzten sechs Monaten vor Antragstellung ganz überwiegend nur unpfändbare Beträge gutgeschrieben worden sind, und er glaubhaft macht, dass auch innerhalb der nächsten zwölf Monate nur ganz überwiegend nicht pfändbare Beträge zu erwarten sind.
  - Neben dem Arbeitseinkommen gibt es zahlreiche weitere Forderungen, die der Unpfändbarkeit unterliegen. Eine nicht abtretbare Forderung kann nach § 851 ZPO auch nicht gepfändet werden (§ 857 ZPO). Hierzu gehören nach  § 399 Alt. 1 BGB Forderungen, bei denen die Leistung an einen anderen als den ursprünglichen Gläubiger nicht ohne Veränderung ihres Inhalts erfolgen kann (so genannte höchstpersönliche Ansprüche z. B. aus familienrechtlichen Pflichten). Gesetzliche Abtretungsverbote für höchstpersönliche Rechte bestehen auch in § 717 Abs. 2 BGB (gegenseitige Gesellschafteransprüche) oder § 29 Abs. 1 UrhG (für Urheberrechte). Als „im Zweifel nicht übertragbar“ werden angesehen § 613 Satz 2 BGB (Anspruch auf Dienstleistung), § 664 Abs. 2 BGB (Auftragsausführung) und § 1059 BGB (Nießbrauch). Die Riester-Rente ist unpfändbar, soweit die vom Schuldner erbrachten Altersvorsorgebeiträge tatsächlich staatlich durch Zulagen oder Sonderausgaben-Abzug gefördert werden und den Höchstbetrag nicht übersteigen, denn die angesparten Guthaben sind gemäß § 851 Abs. 1 ZPO in Verbindung mit § 97 Satz 1 EStG nicht übertragbar.[3] Der Beihilfeanspruch gemäß § 10 Abs. 1 BBhV kann nicht abgetreten und grundsätzlich nicht verpfändet oder gepfändet werden. Dieser Anspruch ist nicht übertragbar. Freiwillige Entschädigungsleistungen für erlittenes persönliches Unrecht (z. B. Leistungen des Fonds Heimerziehung in der DDR sowie des Fonds Sexueller Missbrauch, Entschädigungsleistungen der Kirchen an sexuell missbrauchte Kinder) sind nach der Rechtsprechung des Bundesgerichtshofs ebenfalls unpfändbar.[4]
  - Unpfändbar ist auch die geduldete Kontoüberziehung, weil die bloße Duldung einer Kontoüberziehung dem Kunden gegen die Bank keinen pfändbaren Anspruch auf Kredit gibt.[5]

Die Unpfändbarkeit ergibt sich entweder daraus, dass bestimmte Gegenstände der Pfändung völlig entzogen sind (Hausrat), oder nur ein Teil als pfändbar eingestuft ist (Pfändungsfreigrenzen bei Arbeitseinkommen).

## Rechtsfragen
Der Gerichtsvollzieher hat von Amts wegen die Unpfändbarkeit zu beachten. Er darf unpfändbare Sachen nicht pfänden, soweit nicht ausnahmsweise die Austauschpfändung (§ 811a, § 811b ZPO) oder die Vorwegpfändung (§ 811d ZPO) zulässig sind.  Sind andere Pfandobjekte nicht in ausreichendem Maß vorhanden, muss er bei Zweifeln über die Unpfändbarkeit die Sache allerdings pfänden (§ 72 Geschäftsanweisung für Gerichtsvollzieher GVGA NRW). 

### Gesetzliche Pfandrechte
Die Unpfändbarkeit trifft auch die gesetzlichen Pfandrechte wie das Vermieterpfandrecht (§ 562 Abs. 1 Satz 2 BGB), Verpächterpfandrecht (§ 592 BGB) oder das Gastwirtpfandrecht (§ 704 Satz 2 BGB). Vermieter, Verpächter oder Gastwirte dürfen für ihre fälligen und unbezahlt gebliebenen Forderungen ihr Pfandrecht nur an pfändbaren Sachen des Mieters/Pächters/Gastes ausüben. Ausnahme bildet der für diese Rechtssubjekte pfändbare gewöhnliche Hausrat. Beim Verpächterpfandrecht, Unternehmerpfandrecht (§ 647 BGB) und den kaufmännischen  gesetzlichen Pfandrechten (Kommissionär, Frachtführer, Spediteur und Lagerhalter) ist dagegen eine Unpfändbarkeit nicht vorgesehen.

### Insolvenzverfahren
Gegenstände, die nicht der Zwangsvollstreckung unterliegen, gehören gemäß § 36 Abs. 1 Insolvenzordnung (InsO) auch nicht zur Insolvenzmasse.

### Verpfändung
Unpfändbare Sachen können jedoch Gegenstand einer Verpfändung sein, unpfändbare Forderungen dagegen nicht (§ 400 BGB). Die Sicherungsübereignung (und Sicherungsübereignung von Kraftfahrzeugen) ist nicht auf pfändbare Gegenstände beschränkt. Ebenso wie der Schuldner unpfändbare Gegenstände uneingeschränkt veräußern kann, darf er diese auch als Kreditsicherheit verwenden.

### Zubehör
Das Zubehör eines Grundstücks, das dem Grundstückseigentümer gehört, ist unpfändbar (§ 865 Abs. 2 ZPO). Es unterliegt vielmehr zusammen mit dem Grundstück der Zwangsvollstreckung in das unbewegliche Vermögen. Der Gerichtsvollzieher darf zum Beispiel bei der Zwangsvollstreckung gegen den Eigentümer eines landwirtschaftlichen Betriebes das Milch- und Zuchtvieh, bei der Zwangsvollstreckung gegen den Eigentümer einer Fabrik die zum Betrieb bestimmten Maschinen nicht pfänden (§ 78 GVGA NRW).

## Rechtsfolgen
Die unpfändbaren Teile müssen dem Schuldner verbleiben, ansonsten kann sich dieser mit dem Rechtsbehelf der Erinnerung gegen unberechtigte Pfändungen wehren. Hierzu steht ihm der Rechtsbehelf der Vollstreckungserinnerung nach § 766 ZPO zur Verfügung. Der Gerichtsvollzieher stellt eine Unpfändbarkeitsbescheinigung aus, wenn er begründeten Anhalt dafür hat, dass die Zwangsvollstreckung beim Schuldner erfolglos verlaufen wird (§ 32 GVGA NRW).